# Hans Clauert

Hans-Clauert-Figur am Marktplatz Trebbin

Hans Clauert, ältere Schreibweise Clawert, genannt der märkische Eulenspiegel (* um 1506; † 1566) war ein Bürger der Stadt Trebbin und trat vor allem durch zahlreiche Schelmereien in Erscheinung.

## Leben
Clauert wurde als Sohn eines Peter Clauert geboren. Er erlernte in Zerbst/Anhalt den Beruf des Schlossers und ging anschließend auf Wanderschaft, die ihn bis nach Ungarn führte. Schließlich kehrte er nach Trebbin zurück, gab seinen erlernten Beruf auf und betätigte sich als Viehhändler. Die so erzielten Gewinne verlor er jedoch mehrfach beim Karten- und Glücksspiel. Dies führte zum Streit mit einer Ehefrau Margarete, die ihn vor dem Kurfürsten Joachim II. verklagte. Der Herrscher, der sich zu dieser Zeit in Berlin aufhielt, bestellte den Schalk zu sich, der sich durch pfiffige Intelligenz bei Hofe bald beliebt machen konnte. Clauert wurde nun häufig zu Hoffesten auf das kurfürstliche Schloss geladen und trieb dort seine lustigen Streiche, weswegen er auch als Berliner Eulenspiegel bezeichnet wurde. Hans Clauert starb 1566 an der Pest.

## Literarisches Werk
Durch Bartholomäus Krüger, den Stadtschreiber von Trebbin, wurde Hans Clauert zum Helden eines Schwankromans gemacht. 1587 erschienen in Berlin erstmals die Streiche von Hans Clauert. Dass Clauert nicht so bekannt wurde wie der berühmte Till Eulenspiegel, liegt wohl daran, dass spätere Drucke nur geringe oder regionale Verbreitung fanden. Aber in den Gegenden, in denen Clauert seinen Schabernack trieb, gibt es etliche Straßen, die seinen Namen tragen. Nicht zuletzt griffen auch im 20. und 21. Jahrhundert Autoren die Geschichten um den Schalksnarren Hans Clauert auf, so etwa Klabund in seinem Roman Bracke (1918), Johannes Bobrowski oder Peter J. Fabich in sieben Werken zwischen 2008 und 2016.